# Dodengesprek
Een dodengesprek (ook wel dodendialoog of samenspraak der doden) is een fictief gesprek tussen twee of meer personen dat in het hiernamaals plaatsvindt. Vaak wordt het gesprek in de klassieke onderwereld gesitueerd, wat bijvoorbeeld kan blijken uit de aanwezigheid van Charon, Minos of Mercurius. Een enkele keer komt een variant voor zoals het gesprek tussen een dode en een levende. Het genre stamt uit de Oudheid en werd aan het eind van de 17e eeuw en in de 18e eeuw zeer populair. Van oudsher is het een satirisch genre, dat de schrijver een mogelijkheid verschafte allerlei spotternijen in de mond van overleden personages te leggen of om de spot te drijven met overledenen.

## De dodengesprekken van Lucianus
Lucianus (ca. 120-180 n.C.) was de ‘uitvinder’ van het genre. Zijn satirische Dodengesprekken (Grieks: Nekrikoi dialogoi, Latijn: Dialogi mortuorum) zijn dertig korte dialogen die zich afspelen in de onderwereld en waarin personages uit de Griekse geschiedenis en mythologie figureren. We komen bijvoorbeeld de hellehond Cerberus tegen, die vertelt hoe Socrates krijste als een baby toen hij de onderwereld in moest. Alexander, Hannibal en Scipio maken er ruzie over de vraag wie de beste veldheer was. En in een gesprek met de cynicus Diogenes komt koning Mausolus erachter dat hij in de onderwereld niets aan zijn beroemde praalgraf heeft.

## Het dodengesprek tijdens de renaissance
In de tijd van de renaissance, toen de Oudgriekse literatuur herontdekt werd, was Lucianus al snel een van de populairste Griekse schrijvers. Dat had hij voor een groot deel aan Desiderius Erasmus te danken, die Lucianus als zijn favoriete schrijver beschouwde en samen met zijn vriend Thomas More een groot aantal werken van Lucianus in het Latijn vertaalde, waaronder 13 van de Dodengesprekken. Lucianus’ dialogen – en zeker de Dodengesprekken – werden een succesnummer op de Latijnse scholen vanaf de 16e eeuw omdat ze zo kort en geestig zijn en geschreven in een levendige gespreksvorm.
Originele dodendialogen zijn schaars tijdens de renaissance; Erasmus schreef zelf in zijn Colloquia Familiaria een dodengesprek, Charon (1523), en Juan Luis Vives, een Spaans humanist die in Brugge woonde, schreef een dodendialoog De dissidiis Europae et bello turcico (Over de conflicten in Europa en de Turkse oorlog, 1526). In het Nederlands verscheen in 1580 de satirische Eenen poeetschen dialogus genaempt Calvinus, waarin de spot werd gedreven met de calvinisten. P.C. Hooft schreef begin 17e eeuw een dodendialoog getiteld Alexander, die hij echter niet afmaakte en niet uitgaf.

## Franse dodengesprekken
In de tweede helft van de 17e eeuw werd de dodendialoog in Frankrijk nieuw leven ingeblazen. Een van de eerste voorbeelden was Boileaus Dialogue des Héros du roman (1664), waarin de draak wordt gestoken met de gezwollen stijl van de romans van Mademoiselle de Scudéry. Maar het echte beginpunt voor de hausse aan dodengesprekken in de achttiende eeuw vormen de Nouveaux Dialogues des Morts (1683) van Bernard de Fontenelle. Hij schreef in navolging van Lucianus dialogen tussen figuren uit de Oudheid, maar hij liet ook personages uit de moderne tijd met elkaar of met personages uit de Oudheid praten. Zo vinden we Homerus in gesprek met Aesopus, Socrates met Montaigne en Cortés met Montezuma. Fontenelle was een echte Lucianus-navolger: hij was fel satirisch en voor bestaande reputaties toonde hij geen ontzag.
Een tweede invloedrijke collectie waren de Dodengesprekken van François Fénelon (1651-1715), die educatief en moralistisch van karakter waren. Ze ontstonden als lesmateriaal voor de beoogde troonopvolger van Lodewijk XIV, de jonge hertog van Bourgondië, van wie Fénelon vanaf 1689 de opvoeder was. Allerlei lesstof werd de hertog aangeboden in de vorm van dodengesprekken, bijvoorbeeld filosofie in een gesprek tussen Aristoteles en Descartes, of schilderkunst in een gesprek tussen Leonardo da Vinci en Poussin. Vele gesprekken hebben betrekking op het koningschap waarvoor de hertog werd opgeleid. Zo gaat dat tussen Solon en Pisistratus over de schadelijkheid van de tirannie. Dit soort onderwerpen maakte dat de gesprekken ook riskant materiaal waren, want de Franse koning zou er kritiek op zijn regering in kunnen lezen. Fénelon had dan ook niet de bedoeling ze te publiceren, maar toch verschenen in 1712 de eerste 45 van zijn Dialogues des morts composez pour l’education d’un prince. Pas in 1823 waren ze alle 79 in druk verschenen.

## Dodengesprekken in pamfletten
Als van oorsprong satirisch genre was het dodengesprek zeer geschikt voor gebruik in pamfletten. Invloedrijk waren de pamfletten die de Fransman Eustache Lenoble in de jaren 1688-1691 liet verschijnen in opdracht van Lodewijk XIV om zijn politiek te verdedigen en de Franse vijanden te bespotten Ze werden later gebundeld in de Pierre de touche politique, die 12 dodengesprekken bevat. 
In de Nederlanden komen pamfletten met dodengesprekken voor vanaf de jaren ’80 van de 17e eeuw. Een goed voorbeeld is de Samenspraak Gehouden in de and’re Waereld, Tusschen Jan van Gyzen, En eenige and’re versturve Poeëten (1722), toegeschreven aan Jakobus Rosseau, waarin Jan van Gijsen postuum belachelijk wordt gemaakt. Meermalen werd het dodengesprek als polemisch middel ingezet bij een conflict in het Amsterdamse collegium medicum dat ontstond in 1721, zoals de Samenspraak der Dooden, tusschen Hippocrates, en Huc ten Dimus. In de jaren ’80 verschenen er een aantal naar aanleiding van de Vierde Engelse Oorlog, waarin overleden coryfeeën als Michiel de Ruyter en Piet Heyn commentaar leveren. En in de jaren 1782-1784 werden pamfletten met dodengesprekken ingezet in de strijd tussen orangisten, doelisten en patriotten.

## Tijdschriften met dodengesprekken
De grootste collectie dodengesprekken komt van de Duitser David Faßmann, die tussen 1718 en 1739 maandelijks in Leipzig zijn dodengesprekken publiceerde. Het zijn uitvoerige gesprekken die een sterk biografisch en historisch-politiek karakter hebben. Ze werden ook vertaald; in de Nederlanden verschenen ze van 1721 tot en met 1754 als Maandelyksche Berichten uit de andere waerelt. 
Het succes van deze gezapige gesprekken leidde tot een aantal navolgingen die saritirischer van karakter waren. De in Den Haag wonende Fransman La Martinière publiceerde zijn Entretiens des Ombres aux Champs Elisées (jan.-dec. 1722) onder het pseudoniem Valentin Jungerman, Gijsbert Tysens zijn Maandelyks Berigt Van den onderaardssen Parnas (jan.-juni 1722), Willem van Swaanenburg zijn De Herboore Oudheit, Of Europa In ’T Nieuw, Door t’Zaamenspraken verhandelt (feb. 1724-jan. 1725) en Jacob Campo Weyerman zijn Maandelyksche ’t Zamenspraaken, tusschen de Dooden en de Leevenden (juli-dec. 1726). In 1786 deed een anonymus nogmaals een poging een tijdschrift met dodendialogen van de grond te krijgen, maar De Mercurius der Elizeesche Velden schijnt niet verder te zijn gekomen dan drie afleveringen. Ten slotte liet Jean Baptiste Didier Wibmer in 1818 zes afleveringen van zijn De Nekroloog, of Het Doodenrijk verschijnen, felle, geestige prozadialogen van een schrijver die 2 jaar later om zijn geschriften tot 6 jaar gevangenisstraf werd veroordeeld.

## Dodengesprekken vanaf eind 18e eeuw
Het invloedrijkst bleven Lucianus, Fontenelle, Fénelon en Faßmann. Alleen de Dialogues of the dead (1760) van de Engelsman George Lyttelton, 28 gesprekken, waarvan er drie waren bijgedragen door Elizabeth Montagu, kregen nog internationale bekendheid. Ze zijn niet satirisch of fel, maar moralistisch en gericht op literaire perfectie.
Er bleven met enige regelmaat dodengesprekken geschreven worden, in Nederland soms ook door auteurs van naam. Johannes Kinker publiceerde in 1788 een dodengesprek tussen Swanenburg en Boileau in zijn tijdschrift De Post van Helikon. Jacob Geel schreef in zijn essaybundel Onderzoek en phantasie van 1838 een socratische dialoog tussen de overleden Bilderdijk en Schiller. De Groningse hoogleraar Grieks P. van Limburg Brouwer kwam in 1839 met Gesprekken der Dooden. Ook in het werk van Multatuli komen 2 dodengesprekken voor.